# Baseball
Baseball er et amerikansk boldspil i familie med rundbold mellem to hold, der normalt består af ni spillere hver. En kamp forløber ved, at holdene skiftes til at være "inde" og "ude". Fra indeholdet skal en spiller (batteren) forsøge at slå til en bold, som en af udeholdets spillere (pitcheren) kaster. Bolden er læderbetrukket og hård med en kerne af kork og gummi, og batteren har et cylindrisk træbat (eller et aluminiums-/kulfiberbat i ungdomsrækker), som han forsøger at ramme den med.
Et hold kan kun score point, kaldet runs, mens det er inde, og det sker ved at batteren (og spillere, som tidligere har slået), bevæger sig fremad forbi fire mærker, kaldet baser. Baserne findes i hjørnerne af et kvadrat – eller diamant – med kantlængden 90 fod, og de skal passeres i retning mod uret. En spiller fra indeholdet, der når sikkert til fjerde base, scorer et point. Udeholdet forsøger at få indeholdets løbere slået ud, før de når at score. Spillet foregår uden tidsbegrænsning og er opdelt i ni innings, hvor hvert hold får mulighed for at slå og vinde runs. En delinning slutter for et hold, når det har fået tre spillere dømt "out" eller ude.
Baseball er først og fremmest populært og udbredt i Nordamerika, men også i Centralamerika, dele af Sydamerika, dele af Caribien og i Østasien. Spillets moderne version udvikledes formentlig i Nordamerika i det 18. århundrede, hvor historikere anser det for at være opstået ud fra en variant af rundbold. I slutningen af det 19. århundrede blev baseball i almindelighed anerkendt som USA's nationalsport og kaldes "the National Pastime". Spillet benævnes af og til hardball som modsætning til det noget lignende spil softball.
I Nordamerika er de professionelle hold på højeste niveau fordelt mellem de to ligaer National League og American League, der under ét kaldes Major League Baseball. Hver liga har tre divisioner: East, Central og West. Et samlet professionelt mesterhold findes hvert år i et slutspil, der kulminerer med turneringen World Series. Der er små forskelle i reglerne mellem de to ligaer.

## Historie
Baseballs historie strækker sig tilbage til begyndelsen af det 18. århundrede, hvor sporten formentlig udviklede sig fra lignende bat-og-bold-spil medbragt af europæiske indvandrere. I 1845 blev det første formelle baseballregelsæt nedskrevet, og den første officielt anerkendte baseballkamp fandt sted den 19. juni 1846 i New Jersey, USA. Professionel baseball så dagens lys i 1869 i USA, og de følgende årtier var præget af adskillige grundlæggelser og opløsninger af professionelle ligaer. Fra starten af det 20. århundrede stod kun to ligaer tilbage som sejrsherrer, National League og American League, og de eksisterer den dag i dag.
I de første årtier af det 20. århundrede var nordamerikansk baseball en hårdt spillet sport med få scorede point, men dette ændrede sig i 1920'erne som følge af nogle centrale regelændringer samt fremkomsten af den stærke stjernespiller Babe Ruth. På det tidspunkt havde udbredt racediskrimination igennem tre årtier sat en stopper for afroamerikaneres mulighed for at optræde på professionelt niveau, og det var først i 1947, at den sorte amerikaner Jackie Robinson endegyldigt brød baseballs farvebarriere.
Fra 1960'erne og frem var amerikansk baseball på det administrative plan præget af stridigheder mellem holdejere og spillere, og det udmøntede sig i flere strejker, hvoraf kulminationen var aflysningen af den sidste tredjedel af sæsonen i 1994. De efterfølgende år sørgede en offensiv eksplosion – anført af flere home run-kapløb – for, at sporten genvandt sin plads som "the National Pastime".
Professionelle ligaer blev også oprettet i blandt andet Cuba, Japan, Australien og visse europæiske lande før og umiddelbart efter 2. verdenskrig. Senere fulgte en lang række latinamerikanske ligaer og endelig resten af Østasien. Landsholdsturneringer har eksisteret siden 1930'erne, men de har ikke været særligt fremtrædende, og for nylig er baseball også blevet droppet som olympisk sport. Dette negative billede er forsøgt ændret med introduktionen af World Baseball Classic.
I sin egenskab af USA's nationalsport har baseball altid været en vigtig del af amerikanernes hverdag. Blandt de mest mindeværdige af sportens øjeblikke kan nævnes følgende:
- 1904 – Cy Young pitcher det første moderne perfect game, dvs. at modstanderholdet overhovedet ikke kommer på base i løbet af hele kampen. I gennemsnit er kun 1 ud af 15.000 baseballkampe et perfect game.
- 1920 – Baseballs superstjerne Babe Ruth næsten fordobler sin egen rekord for flest home runs i én sæson.
- 1927 – Babe Ruth slår 60 home runs i en sæson – en rekord der står i 34 år.
- 1941 – Joe DiMaggio får et hit (sender bolden sikkert i spil) i 56 kampe i træk, en af baseballs mest elskede rekorder.[1]
- 1961 – Roger Maris slår sensationelt Babe Ruths gamle home run rekord med 61 home runs i løbet af sæsonen.
- 1985 – Pete Rose når op på 4192 hits i sin karriere og overgår dermed legenden Ty Cobbs rekord. Rose stopper i 1986 på 4256 hits, hvilket stadig er rekord.
- 1995 – Cal Ripken, Jr., baseballs "iron man", spiller sin 2131. kamp i træk – en ny rekord. Først i 1998 vælger han at tage en fridag efter 2.632 kampe i træk.
- 1998 – Mark McGwire vinder snævert over Sammy Sosa i at slå flest home runs i sæsonen, og de slår begge den hidtidige rekord.
- 2001 – Barry Bonds slår 73 home runs i sæsonen, en forbedring af McGwires rekord.
- 2004 – Boston Red Sox vinder slutspillet for første gang i 86 år. Den enorme fanskare fejrer, at den såkaldte forbandelse endelig er brudt.
- 2007 – Barry Bonds slår home run nummer 756 og overhaler dermed Hank Aaron som den førende home run-slåer (hele karrieren). Bonds slutter sæsonen med 762 home runs, den nuværende rekord.

## Regler
NB. Reglerne til baseball er ekstremt detaljerede, og næsten alle regelsættets paragraffer har undtagelser. Nedenstående er derfor kun en overordnet gennemgang.

### Spillets forløb
De to hold skiftes til at være inde og ude i 9 såkaldte innings (runder). Begge hold er inde én gang pr. inning. Udeholdet har 9 spillere på banen, der alle er udstyret med en læderhandske, mens indeholdet sender én spiller ad gangen frem til at slå med battet. En spiller (pitcheren) fra udeholdet kaster bolden hen til personen, der skal slå (batteren). Når denne har ramt bolden skal han løbe rundt i en diamantformet bane, der består af tre baser plus home plate, hvor man starter og slutter. Baserne fungerer som "helle". Man scorer et point (en run) når en fra indeholdet løber en hel runde i diamanten.

### Banen
Banen er omtrent formet som en kvart cirkel med en diameter mellem ca. 90 og 125 m. Delen tættest på spidsen kaldes infield. I infielden ligger diamanten, dvs. de tre baser plus home plate. Batteren slår fra batter's box, som ligger til venstre eller højre for home plate (afhængig af om batteren er venstre- eller højrehåndet). Hvis han sender bolden i spil, skal han løbe rundt i diamanten mod uret, og de tre baser (1., 2. og 3.) er nummereret i denne rækkefølge. Afstanden mellem hver base er 27,43 m (90 fod).
Cirka midt i diamanten er en lille høj, der kaldes pitcher's mound, hvorfra pitcheren kaster. Afstanden til home plate er 18,44 m.
Mellem baserne er der base lines, som har et jordunderlag. Det er forbudt at komme uden for disse områder, når man løber mellem baserne. Ellers er resten af banen beklædt med græs eller evt. kunstgræs.
Outfield udgør den klart største del af banen, da den består af hele området uden for diamanten. For enden af outfielden er der en mur eller et hegn (outfield fence).

### Offensiven
Så snart en batter rammer et pitch og sender bolden i spil, skal han løbe mod 1. base. Bolden skal ramme jorden inden for banen for at blive betragtet som værende i spil (kaldes en fair ball modsat en foul ball). Hvis bolden rammer banen, men derefter triller ud mellem home plate og 1. base eller mellem home plate og 3. base, dømmes den foul.
Der må kun være én spiller fra indeholdet på en base ad gangen, og en spiller, som står på 1. base, er således tvunget til at løbe til 2. base, når batteren sender bolden i spil, for at gøre plads til ham. Det er dog tilladt at forsøge at nå flere baser frem på én gang, så længe man ikke overhaler sine medspillere.
Hvis det lykkes for en spiller fra indeholdet at slå bolden uden for outfieldmuren, kaldes det et home run, og batteren samt alle spillere fra indeholdet, der er ude på baserne, må løbe hele diamanten rundt og score point. Hvis det lykkes en batter at løbe hele diamanten rundt på én gang, kaldes det et home run, uanset om bolden er nået uden for banen eller ej. Hvis der slås et 4-points-home run, dvs. mens alle tre baser er fyldte, kaldes det en grand slam.
Det er tilladt at løbe fra sin base på et hvilket som helst tidspunkt. Hvis man når en base frem, mens pitcheren er i gang med at kaste til batteren, kaldes det en stjålen base (stolen base).
Før kampen går i gang, skal træneren have annonceret, i hvilken rækkefølge hans 9 battere vil blive sendt frem. Denne rækkefølge må ikke ændres, men det er naturligvis tilladt at skifte battere ud. Den indskiftede spiller skal blot overtage den udskiftedes plads i rækkefølgen.

### Pitching
Pitcheren skal kaste bolden til batteren med en bevægelse, der ikke bedømmes som værende vildledende af dommeren. Det er således ikke tilladt at finte. Pitcheren må dog godt hurtigt kaste bolden til en medspiller ved en af baserne for at prøve at slå en modstander ud, som står lidt for langt fra basen. Dette kaldes et pickoff attempt og hjælper med til at holde løberen tæt på sin base.
Bag batteren sidder catcheren, som er på samme hold som pitcheren. Det er hans opgave at gribe de af pitcherens bolde, som batteren ikke rammer.
En bold kaldes for en strike, hvis den rammer inden for strikezonen (et tænkt rektangel, hvis vandrette grænser bestemmes af home plate, og hvis lodrette grænser går fra batterens knæ til omkring brystet). Den kaldes en ball, hvis den rammer udenfor. Hvis batteren svinger sit bat, tæller det dog altid som en strike. Hvis der kastes tre strikes, kaldes det en strikeout, og batteren er ude. Der er ikke strikeout, hvis den tredje strike bliver ramt af batteren, uden at catcheren griber den (kaldes en foul ball). Hvis der kastes fire balls, kaldes det en walk (eller evt. base on balls), og batteren får lov til at gå frit til 1. base (og rykke medspillerne frem, hvis de står på en base, som derved bliver optaget). Hvis pitcheren rammer batteren med et kast, sker det samme som ved en walk (det kaldes dog et hit by pitch).
Antallet af strikes og balls nulstilles, når en ny batter skal slå.

### Defensiven
Udeholdet afslutter indeholdets inning ved at få tre fra indeholdet dømt ude (få tre outs). I grove træk sker dette enten ved at:
- gribe bolden, før den rammer jorden. Bolden må gerne gribes uden for banen, men det tæller ikke for en out, hvis catcheren griber en bold, som blot er blevet snittet af battet (med mindre det er den tredje strike).
- røre (tagge) en modstander, der ikke står i sikkerhed på en base, med bolden.
- have bolden sikkert i sin handske og røre ved en base med en vilkårlig legemsdel (typisk foden), hvis den fremstormende modstander er nødsaget til at løbe til denne base, fordi en af hans medspillere blokerer den base, han kom fra (kaldes en force out).
- kaste en strikeout (se "Pitching" ovenfor).

Hvis en bold bliver grebet, skal eventuelle løbere på baserne vende tilbage til den base, som de stod på, da bolden blev slået; først da må de forsøge at løbe videre, mens griberen kaster bolden tilbage til en medspiller i infield.

### Dommere
Dommerne står for at håndhæve baseballs officielle regler og evt. bortvise spillere og trænere fra en kamp, hvis der ikke udvises tilstrækkelig disciplin. I professionel baseball ledes dommerkorpset af the home plate umpire, hvis vigtigste opgave er at dømme strikes og balls. Derudover står der en dommer ved hver af de tre baser – de såkaldte base umpires. Disse har til opgave at dømme, om en bold er fair eller foul, samt om en løber bliver skal dømmes ude ved en spilsituation omkring den pågældende base.
I særlige tilfælde, som fx i baseballslutspillet, kan korpset desuden udvides med en left field umpire og en right field umpire. De har hovedsageligt til opgave at bedømme, om en battet bold, der når ud til outfielden, er fair eller foul.
Når en spiller griber en bold, vil det normalt være den nærmest placerede dommer, som skal dømme, om bolden blev grebet korrekt.

## Udstyr

### Bold
Bolden er lavet af hårdt læder med en kerne af kork eller gummi (typisk begge). Den vejer 142 g og har en omkreds på ca. 23 cm.
Boldens hvide læderbeklædning syes sammen af to dele. Stingene har en anden farve end hvid (ofte rød), da en erfaren batter benytter stingenes rotation hen over bolden som en indikator for, hvilket pitch der bliver kastet. Ved at placere sine fingre på forskellige måder langs eller på tværs af stingene kan en pitcher variere boldens bevægelse gennem luften.

### Bat
Battet er rundt og lavet af solidt træ (ask eller ahorn). I amatørrækker er det endvidere tilladt at bruge de lettere og mere holdbare bat af aluminium eller composite-materialer.
Skaftet er tyndere end selve hovedet på battet. På sit tykkeste sted må battet højst være 7 cm i diameter. Den maksimale tilladte længde er 106,7 cm.

### Handske
En baseballhandske fremstilles af læder eller evt. af et syntetisk materiale.
Baseballhandsker benyttes af alle spillere på det forsvarende hold (udeholdet) som hjælp til at gribe bolden. Endvidere benytter pitcheren sin handske til at skjule den måde, han holder på bolden, så batteren ikke kan aflæse pitchet.
De forskellige positioner på banen har forskellige typer handsker tilknyttet. Catcherens handske er fx stor og helt rund, mens 2. basemanden har en lille og let handske.
En venstrehåndet spiller bærer handsken på højre hånd og en højrehåndet spiller bærer handsken på venstre hånd.

### Andet
1., 2. og 3. base er solide lærredssække eller gummistykker formet som kvadrater med sidelængden 38 cm og højden ca. 4 cm. Home plate er lavet af gummi og formet som en femkant (et rektangel med en trekant ved den ene side). Den er 43 cm bred og måler ligeledes 43 cm på det længste sted.
Catcheren har et bredt udvalg af beskyttelsesudstyr på, da han er særlig udsat for vildfarne kast fra pitcheren. Desuden er han til tider offer for voldsomme sammenstød med løbere, der forsøger at komme hen til home plate. Maske, brystbeskytter, skridtbeskytter samt benskinner er standard.
Det er påkrævet, at batteren har hjelm på, for ikke at blive ramt i hovedet af et pitch.
Flere spillere benytter endvidere en lille benskinne og/eller en albuebeskytter mens de batter.
De såkaldte batterhandsker benyttes ligeledes af mange spillere. De er tynde læderhandsker (i stil med golfhandsker), der bæres for at få et bedre greb om battet. En batterhandske kan også bæres under fielderhandsken.

## Teknikker

### Batting
Hænderne placeres på battet, så den hånd, der er nærmest pitcheren er nederst og den anden er nederst. Den nederste hånd leverer drivkraften i svinget, mens den øverste leverer præcision gennem en øget boldføling. Visse battere er switch hitters, som kan batte fra både venstre og højre side af home plate, afhængig af om pitcheren er venstre- eller højrehåndet. Det er generelt nemmere for en højrehåndet batter at aflæse en venstrehåndet pitchers kast, og vice versa.
Der findes tre forskellige slags slag:
- En ground ball er en bold, som triller hen ad jorden.
- Et line drive er en bold, som flyver i en lige linje.
- En fly ball er en bold, som flyver i en høj, blød bue. Hvis bolden ikke når længere end infielden, kaldes det et pop-up.

I visse tilfælde kan det være fordelagtigt for batteren at prøve et bunt. Dette udføres ved, at han vender sin brystkasse mod pitcheren og holder battet – uden at svinge – så bolden rammer det og hopper tilbage mod eller forbi pitcheren. Hurtige battere udnytter overraskelsesmomentet til at nå sikkert til 1. base, selvom bolden aldrig når ud af infielden. Oftest benyttes et bunt dog til at give en medspiller, som allerede står på en base, mulighed for at bevæge sig en base frem, mens modstanderne har travlt med at kaste batteren ud (dette "offer" kaldes et sacrifice bunt).
En pull hitter er en batter, som primært slår bolden mod sin venstre side, hvis han er højrehåndet, og sin højre side, hvis han er venstrehåndet. Dette vil ofte give stor kraft bag slaget.
En opposite field hitter er en batter, som foretrækker at slå mod den modsatte del af banen end en pull hitter. Alle battere varierer dog deres taktik for at forvirre modstanderen.
Der ligger en del strategi i, hvordan træneren skal sætte sit lineup (dvs. rækkefølgen af battere). Herunder følger den traditionelle opstilling:
- Den 1. batter kaldes the lead-off hitter. Han skal være fodrap for hurtigt at sætte gang i scoringen, hvis batterne efter ham får sendt bolden i spil. Han skal have gode evner for at "læse" pitches og for ofte at komme sikkert på base. Til gengæld vil han typisk ikke slå så mange home runs.
- Den 2. batter skal dele nogle af lead-off hitterens egenskaber, men han behøver ikke have samme hurtighed. Til gengæld skal han være i stand til at slå lange bolde, men ikke nødvendigvis home runs.
- Den 3. batter er normalt holdets bedste all-round batter, dvs. at han både er i stand til at få bolden sikkert i spil og slå home runs.
- Den 4. batter kaldes the clean-up hitter. Han skal have styrken til at slå mange home runs og dermed skrabe point sammen til sit hold.
- Den 5. og 6. batter vil typisk slå en del home runs, men ikke få bolden i spil så ofte som batterne længere oppe i rækkefølgen.
- Den 7., 8. og 9. batter er – afhængigt af holdets battingtalent – mest med pga. deres defensive egenskaber, og de vil typisk ikke udgøre nogen større fare med et bat i hånden.

### Pitching
Den bevægelse, som en pitcher udfører, før han kaster til batteren, kaldes for wind-up (se billedserien til højre). Den skal skabe kraft bag kastet. Hvis modstanderholdet har fået en spiller på en af baserne, vil pitcheren ofte lave et hurtigere wind-up, hvilket kaldes at pitche fra the stretch. Derved har løberen mindre tid til at stjæle en base. Til gengæld vil pitchene normalt miste en smule styrke.
Der findes forskellige typer pitches, som varieres for at holde batteren hen i mørke. Herunder følger de mest almindelige:
- En fastball er det mest basale pitch. Den kastes så hårdt som muligt (ca. 130-160 km/h) og i så lige en linje som muligt. Selvom det ikke er alle pitchere, der bruger fastballen som deres primære pitch, har alle en fastball i deres arsenal. Fastballen kan varieres, så den bevæger sig en smule væk fra den lige linje.
- En slider har næsten samme fart som en fastball, men den "brækker væk" fra batteren, lige før den når til ham. Denne bevægelse opnås ved et særligt boldgreb og en anderledes armbevægelse.
- En curveball er langsommere end en slider, og den bevæger sig i en blødere bue. Nogle pitcheres curveballs brækker væk i vandret plan, mens andre curveballs brækker lodret nedad.
- En sinker kastes nogenlunde som en fastball, men den dykker skarpt nedad lige før home plate.
- En changeup kastes, så den ligner en fastball, men den er i virkeligheden væsentlig langsommere. Dette opnås, ved at pitcheren holder bolden længere tilbage i håndfladen, så friktionen øges.
- En knuckleball kastes med fingerspidserne eller evt. de yderste fingerled. Knuckleballen adskiller sig fra de andre pitches, idet den er svær for selv pitcheren at holde styr på. Den roterer meget lidt, hvilket grundet vindturbulensen gør dens bevægelser næsten uberegnelige. Kun få pitchere har specialiseret sig i knuckleballen.

Der findes to forskellige slags pitchere:
- En starting pitcher (starter) har, som navnet antyder, til opgave at starte kampen for holdet. Dette vil i gennemsnit sige, at han pitcher indtil den 6. eller 7. inning. Afhængigt af starterens udholdenhed vil han typisk kaste 90-110 pitches i løbet af en kamp.
- En relief pitcher (reliever) har specialiseret sig i at komme ind i kampen, når starteren er blevet træt, eller hvis starteren ikke har en god kamp. Relievers er typisk kun inde i 1 eller 2 innings, og de er derfor mere fokuseret på råstyrke end udholdenhed. Holdets closer er den reliever, som kommer ind til sidst i kampen for at få sejren sikkert i hus. Han bliver normalt kun skiftet ind, hvis hans hold fører med 3 point eller mindre.

Et professionelt baseballhold har typisk 5 starting pitchers, som skiftes til at starte hver kamp. Dermed får man fire-fem dages hvile mellem sine optrædener, hvilket er nødvendigt, da pitching generelt slider meget på kroppen.

### Defensiven
Udeholdets 9 spillere (fielderne) er opdelt som følger:
Pitcheren (P) og catcheren (C) udgør the battery. Disse to spilleres positioner er omtalt ovenfor.
De fire infieldere er placeret rundt omkring på baserne. Der står en spiller ved hver base (1B, 2B, 3B). Derudover er der en shortstop (SS), som typisk er placeret et sted mellem 2. og 3. base. Infielderne (med undtagelse af 1. basemanden) er typisk adrætte spillere med hurtige reflekser.
De tre outfieldere er placeret i outfielden. Centerfielderen (CF) er den spiller, som dækker det største areal på banen, og han skal derfor både være kvik og have en stærk arm, så han kan kaste bolden hurtigt tilbage til infielden. Leftfielderen (LF) står til venstre for centerfielderen (set fra batterens synsvinkel), og rightfielderen (RF) står til højre for centerfielderen. Disse to spillere skal også besidde nogle af centerfielderens egenskaber, om end de ikke skal dække et område af helt samme omfang. Imidlertid er de ofte involveret som backup for det, der sker i infielden.

## Ligaernes opbygning
Major League Baseball er delt op i to ligaer, National League og American League. Hver af disse er endvidere delt op i tre divisioner, West, Central og East, alt efter holdenes geografiske placering. National League indeholder 16 hold, mens American League indeholder 14. 29 af holdene er fra USA, mens det sidste, Toronto Blue Jays, er fra Canada.
Opdrindelig blev der ikke spillet kampe mellem hold fra hver sin liga, men dette blev ændret i 1997. Klart størstedelen af kampene spilles dog stadig mellem hold fra samme liga. De to ligaer adskiller sig på papiret ikke nævneværdigt fra hinanden, bortset fra på ét punkt: reglen om designated hitter. I American League er det nemlig tilladt at sætte en spiller til at batte i stedet for holdets pitcher, hvilket ofte fører til en højere pointscore, da pitchere i reglen ikke er specialister i at batte. Til gengæld mener mange Nation League-fans af samme grund, at denne liga har flere strategiske nuancer.
En baseballsæson består af 162 kampe og strækker sig fra begyndelsen af april til starten af oktober. Der spilles kampe næsten hver dag. Efter den regulære sæson følger slutrunden (the playoffs), hvor vinderne af de tre divisioner samt den bedste toer konkurrerer. Først mødes holdene to og to i den såkaldte Division Series, hvor der spilles bedst af fem kampe. Vinderne af Division Series møder derefter hinanden i Championship Series, hvor der spilles bedst af syv kampe. Når det bedste hold i hver liga er fundet, spilles World Series, som er årets finale mellem National og American League. Her spilles også bedst af syv kampe.
Omkring midtvejs i den regulære sæson er der en pause på tre dage fra normale baseballaktiviteter. I stedet spilles All-Star Game, hvor de bedste spillere fra National og American League møder hinanden. De to stjernehold udvælges af fans såvel som trænere. Vinderen af kampen giver den pågældende League's vinder hjemmebanefordelen i den samme sæsons World Series. Dagen før opvisningskampen afholdes Home Run Derby, hvor ligaernes stærkeste battere konkurrerer om at slå flest home runs.
De professionelle ligaer i Nordamerika, som ligger under Major League Baseball-niveau, kaldes under ét for Minor League Baseball. Klubberne heri fungerer først og fremmest som farmerhold for major league-klubber, hvilket vil sige, at de står for oplæringen af unge talenter samt genoptræning af skadede veteranspillere. Der findes 5-6 niveauer af professionel baseball under Major League.

## Statistik
Pga. de hyppige ophold er det muligt at nedskrive en baseballkamps udvikling i detaljer på et dertil indrettet stykke papir eller via elektroniske medier. Dette kaldes scoring og praktiseres af mange tilskuere. Ligaens officielle scorer indberetter matchens tal, og af disse udregnes et bredt udvalg af statistikker. Baseball kaldes med rette "the number game", da disse statistikker benyttes af fans såvel som trænere, når holdene skal evalueres og fintunes til den næste kamp. Den uofficielle "videnskab", der beskæftiger sig med baseballstatistikker, har endda fået et navn: sabermetrics.
Se baseballstatistikker for en liste over de mest basale statistikker.
Mange fans spiller fantasy baseball, hvor hver deltager sammensætter et hold bestående af rigtige baseballspillere. Pointscoringen baseres på de gennemsnitlige statistikker, som holdets spillere præsterer i løbet af den virkelige baseballsæson.

## Baseballs særpræg
Et af baseballs vigtigste karakteristika er dets adstadige tempo. En kamp varer normalt ca. tre timer, og der er hyppige pauser i spillet. Imidlertid eksploderer tempoet, når først bolden sendes i spil, og hele matchen kan afgøres i løbet af få hektiske sekunder.
Det er blevet sagt, at batting er en af de sværeste discipliner inden for nogen sport. Hvis en batter kan sende bolden sikkert i spil omkring 30% af de gange, han skal slå, betragtes han som en rigtig god spiller. Man fejler således oftere, end man har succes, og selvtillid er derfor en meget stor del af spillet. Af nogen, bl.a. TV-stationerne, opfattes starting pitcher som hovedpersonen, hvilket kan ses af, at TV-programmet under klubnavnet anfører dagens starting pitcher.
Ligesom andre populære sportsgrene er baseball utrolig mangefacetteret. Det er muligt for en spiller at excellere inden for et utal af nicher, fx power hitting (dvs. at slå home runs), hitting for average (dvs. at slå så mange bolde i spil som muligt), pitching, at løbe på baserne, forsvarsegenskaber, etc. Dette understreges af den lange række priser, som uddeles ved sæsonens afslutning i oktober og november. Blandt de mest prestigefyldte er Most Valuable Player (MVP) (tildeles den spiller, der har været mest værdifuld for sit hold), Cy Young-prisen (gives til årets bedste pitcher),Gold Glove (uddeles til den bedste forsvarsspiller på hver defensiv position) og Silver Slugger (uddeles til den bedste batter på hver defensiv position).
Selvom infieldens design er fastsat i detaljer, har hver klub mulighed for at placere outfieldmuren så langt væk eller tæt på batteren, som de har lyst til (inden for rimelighedens grænser). Dermed kan klubberne skræddersy deres hjemmebane til at passe med deres overordnede spilfilosofi. I nogle stadioner (fx i Colorado og Cincinnati) bliver der derfor slået flere home runs end i andre. Ligeledes findes der stadioner, som favoriserer pitchere en smule (fx New York Mets' hjemmebane).

## Sportens udbredelse
Baseball er naturligvis utrolig populært i sit hjemland USA (og Canada), hvor sporten betegnes som "the National Pastime", men er i løbet af de seneste år også blevet dyrket intenst i Østasien (særligt i Japan) samt i Sydamerika (bl.a. i Venezuela, Den Dominikanske Republik og Cuba).
I marts 2006 fandt den første udgave af World Baseball Classic sted. Denne landsholdsturnering er det første forsøg på at gøre baseball til en international sport. Vinderen af turneringen blev Japan, der slog Cuba i finalen. Ud over de store baseballnationer deltog en række lande, hvor sporten er mindre kendt, såsom Italien, Holland og Sydafrika. Den anden udgave af World Baseball Classic i 2009 blev ligeledes vundet af Japan, der slog Korea i finalen.
Baseball er i skrivende stund 2023 en meget lille idrætsgren i Danmark, men som år for år ser stadig flere medlemmer og interesse. Der spilles en øst og vest division, der mødes i 2 kampe på Fyn, samt et slutspil mellem de bedste hold fra øst og vest divisionen. I efteråret 2008 blev Dansk Baseball Forbund skilt ud fra det tidligere Dansk Baseball Softball Forbund. Det er nu udelukkende Dansk Baseball Forbund, der varetager denne sports interesser i Danmark. Forbundet består af flere tidligere dygtige baseball-spillere og der er pt. 7 danske aktive klubber. Herning Trolls, Aarhus Athletics, Aarhus baseball klub, Odense Wolves, Copenhagen Aces, Copenhagen Urban Achievers samt Lyngby Jokers. Derudover spiller Malmö Pilots med i den danske øst division og evt. slutspil.
Baseball findes også i en "mindre" udgave, softball. De væsentligste forskelle er, at pitcheren kaster underhåndskast, bolden er lidt større, samt at banen er mindre. Softball er langt mere udbredt i Danmark, således er der både en herre-, dame- og juniorliga. Herreligaen regnes blandt Europas stærkeste, og danske hold har haft stor succes ved Europa Cuppen de seneste år. For at skelne baseball fra softball kaldes førstnævnte undertiden hardball.
I 2024 introducerede Dansk Softball Forbund den nye urbane version af Baseball og Softball: Baseball5 (en). Baseball5 er en forsimplet version af Baseball og Softball som kan spilles på mange forskellige underlag, hvilket gør at sporten kan spilles som både indendørs- og udendørs spot og også gør at denne version af spillet kan spilles som street sport.